# Riccardia stephanii
Riccardia stephanii là một loài rêu trong họ Aneuraceae. Loài này được S. Hatt. mô tả khoa học đầu tiên năm 1944. Danh pháp khoa học của loài này chưa được làm sáng tỏ. 